# Christian Döring (Jurist)
Christian Döring (* 1958 in Gütersloh) ist ein deutscher Jurist.

## Leben
Döring studierte an den Universitäten Bielefeld und Freiburg. Von 1985 bis 1988 war er wissenschaftlicher Assistent an der Albert-Ludwigs-Universität Freiburg. 1989 erhielt er das Promotionsstipendium des Landes Baden-Württemberg. Seit 1990 ist er Rechtsanwalt und Partner einer Stuttgarter Kanzlei mit den Spezialgebieten Privates Baurecht und Immobilienrecht. Im Jahr 1993 promovierte er. Von 1990 bis 1996 war Christian Döring Lehrbeauftragter für privates Baurecht an der Hochschule Biberach. Seit 1997 ist er nun Professor am Lehrstuhl für privates Baurecht an der Hochschule Biberach.
Döring ist Mitglied in zahlreichen Gremien wie dem Institut für Baurecht Freiburg im Breisgau eV, der Deutschen Gesellschaft für Baurecht sowie des Centrums für Deutsches und Internationales Baugrund- und Tiefbaurecht.
Christian Döring ist Mitautor der Zeitschriften IBR (Immobilien und Baurecht), id-Verlag, und Baurecht (BauR), Werner Verlag sowie Mitautor von VOB-Standardkommentaren (Ingenstau/Korbion, VOB, Teil A und B, Werner Verlag, Beck’scher VOB Kommentar, Teil C, Beck Verlag). Des Weiteren tätigt er viel Publikations- und Seminartätigkeit zum privaten Bau- und Immobilienrecht.

## Schriften
- Heinz Ingenstau, Hermann Korbion, Horst Locher und Christian Döring: VOB – Teile A und B – Kommentar, Werner Verlag, Neuwied, 16. Aufl., 2007, ISBN 978-3-8041-2150-8
- Rechtshandbuch für Bauunternehmen und Bauhandwerk, Werner Verlag, Neuwied, 2001, ISBN 3804150764